# 酒井忠予
酒井 忠予（さかい ただやす）は、出羽松山藩2代藩主。左衛門尉酒井家分家2代。初代藩主・酒井忠恒の長男。

## 略歴
明暦3年（1657年）8月15日生まれ。延宝3年（1675年）、父の死去により跡を継ぐ。大坂城加番を務めた。藩財政が窮乏化したため、藩財政再建のために俸禄の借上を行なっている。享保17年（1732年）11月25日、養嗣子の忠休に家督を譲って隠居し、享保20年（1735年）12月16日に79歳で死去した。長男・忠英は病弱のため廃嫡している。

## 系譜
父母
- 酒井忠恒（父）
- 正寿院 ー 吉田主計の娘、側室（母）

正室
- 溝口重雄の娘

側室
- 高橋氏

子女
- 酒井忠英（長男）
- 酒井忠寄（次男）
- 遠藤胤親正室

養子
- 酒井忠休 ー 酒井直隆の子